# Rue Maurice-Rouvier
La rue Maurice-Rouvier est une voie du 14e arrondissement de Paris, en France.

## Situation et accès

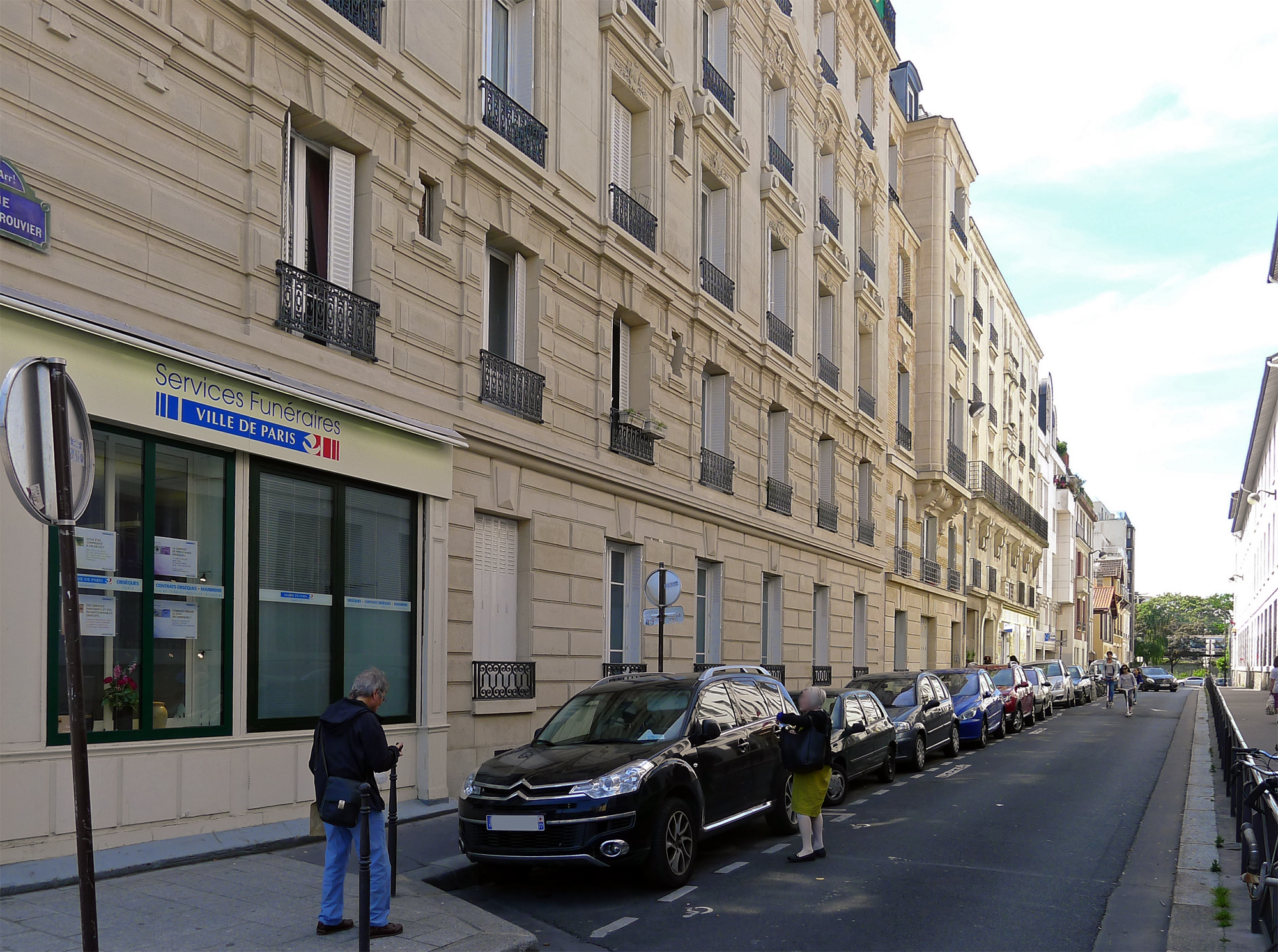
La voie vue depuis la rue Raymond-Losserand.

La rue Maurice-Rouvier est une voie publique située dans le 14e arrondissement de Paris. Elle débute au 166, rue Raymond-Losserand et se termine au 183, rue Vercingétorix.
Elle est desservie au nord par la ligne 13 du métro à la station Plaisance.

## Origine du nom
Elle porte le nom de l'homme politique français Maurice Rouvier (1842-1911).

## Historique
La voie est ouverte en 1888 sous le nom de « rue Brodu », nom du propriétaire du terrain sur lequel elle est ouverte, et prend sa dénomination actuelle par arrêté du 26 mars 1928.

## Bâtiments remarquables et lieux de mémoire
- No 2 : école maternelle publique Rouvier.
- No 5 bis : association Addictions France, CSAPA Paris 14, centre de traitement de l'alcoolisme.
- No 8 : école élémentaire publique Rouvier.